# Monica Bleibtreu
Pour les articles homonymes, voir Bleibtreu.
Monica Bleibtreu, née le 4 mai 1944 à Vienne (Autriche) et morte le 13 mai 2009 à Hambourg (Allemagne), est une actrice et scénariste autrichienne.

## Biographie
Monica Bleibtreu est la fille du directeur de théâtre Renato Attilio Bleibtreu et la grande-nièce de Hedwig Bleibtreu. Sa sœur est Renate Bleibtreu. Le théâtre du père à Mödling près de Vienne fait faillite, lorsque Monica Bleibtreu a quatorze ans. Là-dessus elle doit quitter l'école et contribuer aux revenus de la famille en tant qu'ouvrière. À seize ans elle va à Hambourg, où elle suit des cours d'art dramatique pour la première fois.
Ensuite elle étudie au Max Reinhardt Seminar à Vienne et joue exclusivement au théâtre au début de sa carrière. Sa première apparition à la télévision date de 1972 dans le rôle d'une évadée d'une institution d'aide sociale dans la série télévisée Der Kommissar (épisode 51, Fluchtwege). Pour cette prestation, elle est récompensée par la Goldenen Kamera 1972. Mais elle continue à travailler surtout au théâtre comme le Schillertheater, le Freien Volksbühne à Berlin, le Münchner Kammerspiele ou le Burgtheater à Vienne.
De 1993 à 1998 Monica Bleibtreu est professeur de théâtre au Hochschule für Musik und Theater Hamburg. De cette ville, elle a fait son point de chute. En 2002, elle reçoit divers prix, entre autres, l'or du Adolf-Grimme-Preis pour son rôle de Katia Mann dans le film d'Heinrich Breloer, Thomas Mann et les siens.
En octobre 2005, elle gagne le Prix de la télévision allemande (de) dans la catégorie Meilleure actrice dans un téléfilm pour le film Marias letzte Reise. En mai 2007, elle est récompensée par plusieurs prix de la meilleure actrice, dont le Deutschen Filmpreis, pour son personnage de Traude Krüger dans 4 Minuten.
Monica Bleibtreu s'est mariée avec l'acteur Hans Brenner (1938-1998) avec qui elle a un fils, Moritz, né en 1971, et qui est également acteur. Début des années 1980, elle est mariée quelques années avec le comédien Hans-Peter Korff.
Pour son 65e anniversaire, le 4 mai 2009, est rediffusé le téléfilm Ein starker Abgang avec Bruno Ganz sur la chaine ZDF. La comédienne habite jusqu'à sa mort dans un appartement à Hamburg-St. Georg.
Elle meurt le 13 mai 2009, à 65 ans, à Hambourg en Allemagne, après une longue lutte contre le cancer.

## Filmographie
- 1972 : Ludwig, requiem pour un roi vierge
- 1978 : Alzire ou le nouveau continent
- 1987 : Der Joker (de)
- 1988 : Killing Blue
- 1992 : Mau Mau
- 1997 : Le Château
- 1997 : Maria
- 1998 : Aime ton prochain
- 1998 : Cours, Lola, cours
- 2000 : Marlene
- 2000 : Le Dernier Été de Brecht
- 2001 : Amen.
- 2002 : Tattoo
- 2002 : Ikarus
- 2002 : Bibi Blocksberg, l'apprentie sorcière
- 2003 : Tango del aire
- 2004 : Bibi Blocksberg et le secret des chouettes bleues
- 2004 : Ausreisser
- 2006 : Maria an Callas
- 2006 : Quatre Minutes (Vier Minuten)
- 2007 : Max Minsky und ich
- 2007 : Das Herz ist ein dunkler Wald
- 2008 : Embrassez-le pour moi
- 2008 : La Deuxième Femme
- 2009 : Hilde
- 2009 : Soul Kitchen
- 2009 : La Ferme du crime

## Télévision
- 1972 : Der Kommissar : 1 épisode
- 1974-2004 : Tatort : 10 épisodes
- 1979 : Lemminge, de Michael Haneke ; épisode 2
- 1985 : Der Fahnder : 1 épisode
- 1992 : Inspecteur Derrick : 1 épisode
- 1998-2003 : Le Renard : 2 épisodes
- 2000 : Devenir belle-mère
- 2000 : Il n'est jamais trop tard pour aimer
- 2001 : Siska : épisode 4, Le refuge
- 2001 : Thomas Mann et les siens : 3 épisodes
- 2002 : Terre perdue
- 2003-2006 : Commissaire Brunetti : 2 épisodes
- 2005 : Les Larmes du Vietnam
- 2005 : Le Dernier Voyage de Maria
- 2005 : Le Murmure des vagues
- 2006 : Mort sur la plage
- 2008 : Le Grincheux

## Prix et récompenses
- 1972 : La camera d’Or (Goldene Kamera) [3]
- 2002 : Le prix Adof Grimme d’Or pour son rôle de Katia Mann dans Thomas Mann et les siens (avec Heinrich Breloer, Horst Königstein, Gernot Roll, Armin Mueller-Stahl, Jürgen Hentsch, Veronica Ferres, Sebastian Koch et Sophie Rois) [4]
- 2002 : Le prix théâtral Rita-Tanck-Glaser décerné par la Fondation culturelle de Hambourg (Hamburgischen Kulturstiftung)
- 2005 : Le prix de la télévision allemande (Deutscher Fernsehpreis) pour son rôle (Marie) dans le téléfilm Marias letzte Reise (Le dernier voyage de Marie)
- 2005 : Prix de la télévision bavaroise (Bayerischer Fernsehpreis) pour le téléfilm Marias letzte Reise (avec Nina Kunzendorf et Michael Fitz)
- 2006 : Le Prix Adolf-Grimme d’Or décerné à l’ensemble de l’équipe d’acteurs du téléfilm Marias letzte Reise [5]
- 2007 : Prix de la télévision bavaroise (Bayerischer Filmpreis)[réf. nécessaire], meilleure actrice principale pour le film Quatre minutes
- 2007 : La plume d’Or (Goldene Feder) pour ses interprétations exceptionnelles
- 2007 : Prix du livre audio allemand (Deutscher Hörbuchpreis), meilleure interprète pour le livre audio Tannöd [6]
- 2007 : Prix du cinéma allemand (Deutscher Filmpreis), meilleure actrice pour son rôle dans Quatre Minutes
- 2007 : La Plume d’Or (Goldene Feder) pour Performances exceptionnelles
- 2007 : Le CORINE (Prix de littérature) avec Andrea Maria Schenkel pour le livre audio Tannöd
- 2009 : Le Romy, catégorie actrice la plus populaire

## Le prix Monica Bleibtreu
Le prix Monica Bleibtreu est un prix du Privattheatertage (festival de théâtre allemand) décerné depuis 2012 lors du gala de clôture. A cette fin, le jury d'experts est complété par des personnalités éminentes. Trois catégories sont récompensées : les classiques (modernes), la comédie et le théâtre (contemporain). En outre, il existe un prix du public. La sélection des quatre pièces nommées par catégorie est faite par un jury de neuf membres qui a voyagé à travers l'Allemagne .